# Wilhelm Tegeler (Verwaltungsbeamter)

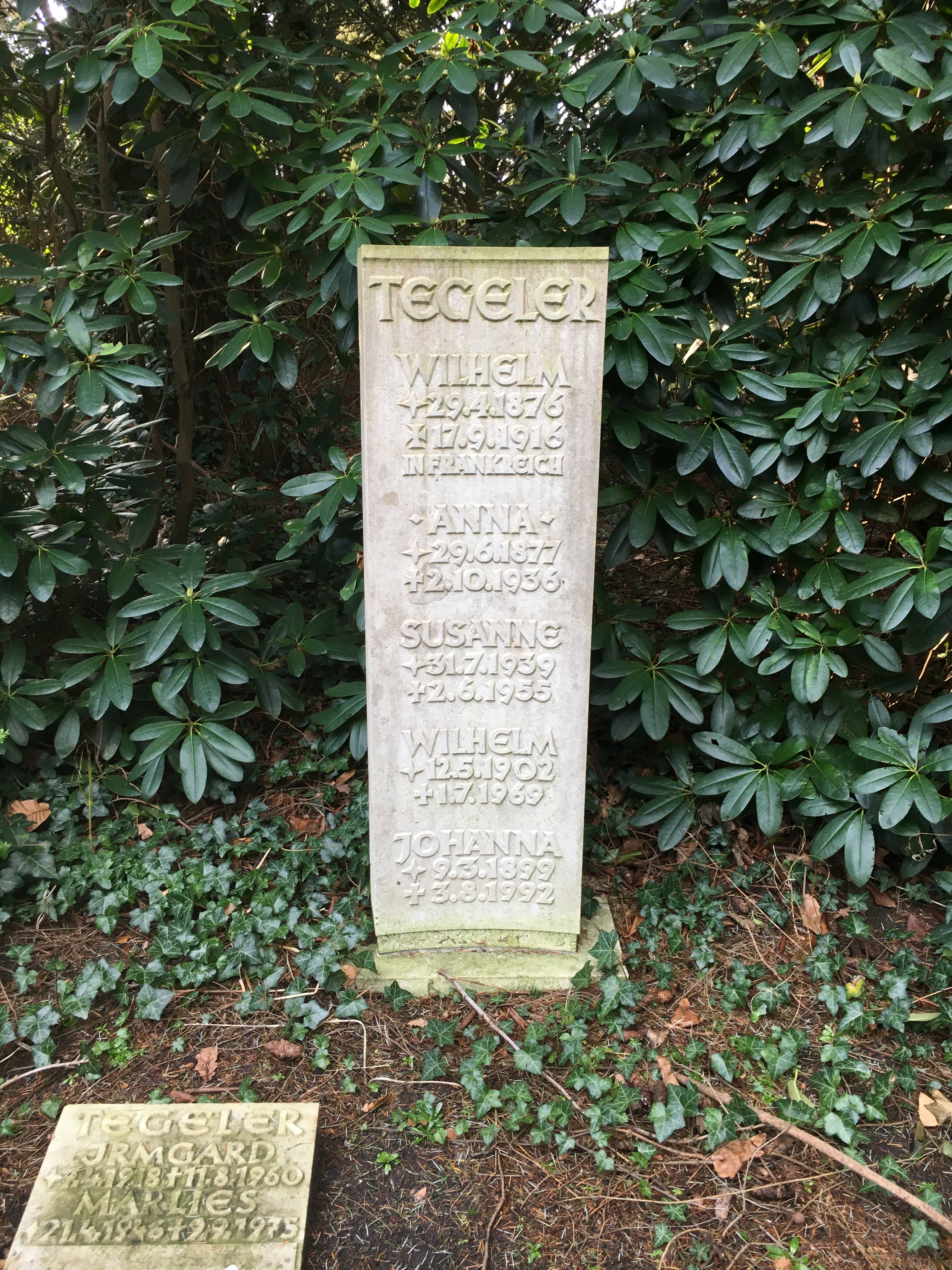
Grabstätte Wilhelm Tegeler auf dem Friedhof Ohlsdorf

Wilhelm Tegeler (* 12. Mai 1902 in Altona; † 1. Juli 1969 in Harksheide) war ein deutscher Verwaltungsbeamter und Senatssyndicus.

## Leben
Nach dem Besuch der Volksschule absolvierte Wilhelm Tegeler eine kaufmännische Ausbildung und arbeitete als Prokurist bei einer Zigarettenfirma, ehe er 1929 arbeitslos wurde. Im gleichen Jahr trat er in die NSDAP ein. Bis 1932 lebte Tegeler von Gelegenheitsarbeiten, nach der Machtübernahme wurde er mit einem Privatdienstvertrag in die Hamburger Verwaltung übernommen und stieg dort binnen weniger Jahre zu führenden Ämtern auf. 
Bereits im Januar 1934 wurde Tegeler Leiter der Hamburger Kameradschaften des Arbeitsbeschaffungswesens, im Juni 1935 erhielt er die Ernennung zum Regierungsrat in der Behörde für Technik und Arbeit, 1936 bekleidete er diesen Posten im Arbeitsbeschaffungsamt. Im Januar 1938 wurde er als Obersenatsrat Leiter des Wohnwirtschafts- und Siedlungsamtes. Weitere Beförderungen erfolgten Ende 1939 zum Senatsdirektor und 1942 zum Senatssyndicus. Zuletzt war Tegeler Beigeordneter für die Bauverwaltung. 
Tegeler fungierte von 1932 bis 1937 als Kreisleiter im Stadtteil Eimsbüttel-Nord. Innerhalb der SA stieg er bis 1943 zum Standartenführer auf. Tegeler war wegen seines Lebens- und Führungsstils innerhalb der Partei nicht unumstritten, galt aber als Protegé Karl Kaufmanns, dem Gauleiter Hamburgs. Dieser betraute Tegeler mit verschiedenen zusätzlichen Funktionen, beispielsweise als Leiter von Sonderdienststellen.
Nach Kriegsende nahm die britische Militärpolizei Tegeler noch im Mai 1945 in Haft und internierte ihn. Im Entnazifizierungsverfahren zunächst als Minderbelasteter eingestuft, wurde er schließlich als Mitläufer entlastet. Tegeler verbrachte danach einige Jahre in Schleswig-Holstein, kehrte aber in den 1950er-Jahren nach Hamburg zurück. Hier lebte er bis zu seinem Tod, war als ehemaliger Beamter pensionsberechtigt und Mitinhaber zweier Firmen. Tegeler wurde in der Familiengrabstätte auf dem Friedhof Ohlsdorf beigesetzt. 

## Sonstiges
Eine Art der Echinopsis, eine Pflanzengattung aus der Familie der Kakteengewächse, erhielt zu Tegelers Ehren den Namen Echinopsis tegeleriana.